# Светина
Светина (словен. Svetina) — поселення в общині Шторе, Савинський регіон, Словенія. Висота над рівнем моря: 679,2 м.